# Litostratigrafia

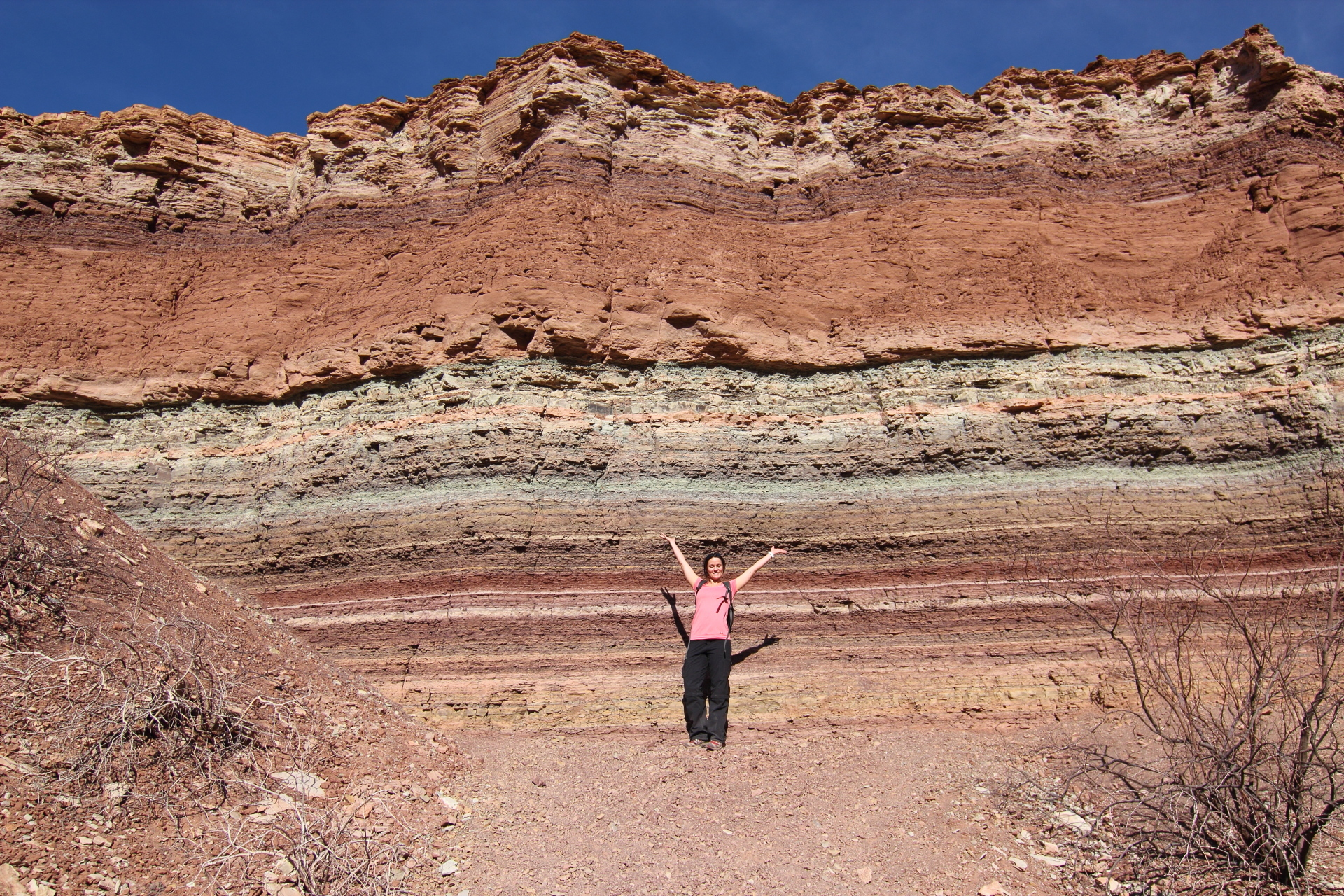
Sedimenti stratificati a Salta (Argentina)

La litostratigrafia si occupa di suddividere e gerarchizzare le successioni rocciose in unità formali distinte sulla base del loro contenuto litologico; l'unità litostratigrafica risulta quindi un corpo roccioso separabile da quelli adiacenti in base alle caratteristiche litologiche ed alla posizione stratigrafica.
Ne consegue che concorrono alla definizione di un'unità litostratigrafica solo caratteri fisici, facilmente riconoscibili sul terreno. È richiesta una complessiva omogeneità litologica o la presenza di caratteri litologici peculiari.

## Descrizione
Anche il contenuto fossilifero, se particolarmente rappresentativo, può essere utile nella distinzione di unità litostratigrafiche (ad esempio nel caso di coquine, radiolariti, livelli di carbone, ecc.; il Rosso Ammonitico, gli scisti ad aptici sono esempi di come i fossili possano essere uno dei caratteri più facilmente riconoscibili in una formazione).
La nomenclatura stratigrafica distingue, in ordine gerarchico crescente:
- Strato o livello.
- Membro .
- Formazione o formazione geologica.
- Gruppo.
- Supergruppo.

L'unità litostratigrafica fondamentale è la formazione, che può essere suddivisa in membri di significato locale. Più formazioni aventi caratteristiche simili possono essere raggruppate in un gruppo. 
Altre unità importanti in geologia sono le unità cronostratigrafiche, le unità biostratigrafiche, le unità geocronologiche e le unità magnetostratigrafiche.
Più in generale si parla di formazioni o unità stratigrafiche (o anche unità rocciose o geologiche) quando si vuole indicare in maniera generale un complesso di rocce e di terreni distinti lateralmente e verticalmente dagli adiacenti per una o più caratteristiche di ordine geologico o paleontologico.